# Shadafarin Ghadirian
Shadafarin Ghadirian est une artiste photographe iranienne née en 1974 à Téhéran en Iran. Son regard sur le mode de vie paradoxal des femmes iraniennes, et sur le voile, constitue un clin d'œil aux autorités et à la société iranienne

## Biographie
Née quelques années seulement avant la révolution iranienne, elle étudie la photographie à l'Université Azad de Téhéran, et en sort diplômée en 1998. Elle apparaît sur la scène artistique internationale à la fin de ces années 1990 avec une série, Qajar, dans laquelle elle brise les frontières temporelles, faisant poser ses modèles revêtues de vêtements d'époque qadjar, leur associant des objets anachroniques, tels que bicyclettes, guitares, cannette de boisson gazeuse ou aspirateurs,. 
Ses œuvres sont achetées par des musées du monde entier.  Elle enseigne la photographie pour plusieurs institutions de la ville de Téhéran. Elle travaille également pour le musée de la photographie.
Une autre série photographique tout autant symbolique, Like everyday « Comme chaque jour », réalisée en 2001-2002, est consacrée à la burqa qu'elle photographie isolée, non portée, fenêtre oculaire couverte par des objets fonctionnels domestiques (balai, fer à repasser, théière, etc.). Dans cette série de portraits (50X50 cm), elle évoque le travail quotidien des femmes comme un sujet social. Quand elle vivait chez ses parents, sa mère s'occupait de tout. Devenue jeune mariée (elle a épousé Peyman Hooshmandzadeh, photographe lui-aussi et écrivain), elle a du répéter ces mêmes gestes. Les burqa ne sont pas des tissus sombres, comme celles que l'on voit dans la rue et les lieux publics, mais des tenues colorées, aux motifs souvent sophistiqués, des vêtements portées à domicile,. 
Dans la série suivante, Censors, elle photographie ses amies posant comme dans un magazine de mode occidentale, en noircissant ensuite au feutre ce qui ne peut être vu en Iran. À partir de 2004, elle se consacre à une nouvelle série, Be Colourful « Soyez colorés » : des femmes en burqa, mais des burqas de couleurs vives, posent derrière une vitre peinte en grise.